# Campeonato Mundial de Ciclismo en Pista de 1984
El LXXXI Campeonato Mundial de Ciclismo en Pista se celebró en Barcelona (España) entre el 27 y el 31 de agosto de 1984 bajo la organización de la Unión Ciclista Internacional (UCI) y la Real Federación Española de Ciclismo.
Las competiciones se realizaron en el Velódromo de Horta de la ciudad catalana. En total se disputaron nueve pruebas, doce masculinas (cinco profesionales y dos amateur) y dos femeninas.

## Medallistas

### Masculino profesional
| Evento                 | Oro                          | Plata                     | Bronce                           |
| ---------------------- | ---------------------------- | ------------------------- | -------------------------------- |
| Velocidad individual   | Koichi Nakano Japón          | Ottavio Dazzan · Italia   | Yavé Cahard Francia              |
| Persecución individual | Hans-Henrik Ørsted Dinamarca | Anthony Doyle Reino Unido | Jean-Luc Vandenbroucke · Bélgica |
| Carrera por puntos     | Urs Freuler · Suiza          | Gary Sutton Australia     | Henry Rinklin RFA                |
| Keirin                 | Robert Dill-Bundi · Suiza    | Ottavio Dazzan · Italia   | Urs Freuler · Suiza              |
| Medio fondo            | Horst Schütz RFA             | Max Hürzeler · Suiza      | Constant Tourné · Bélgica        |

### Masculinoamateur
| Evento      | Oro                               | Plata                                 | Bronce                                  |
| ----------- | --------------------------------- | ------------------------------------- | --------------------------------------- |
| Medio fondo | Jan de Nijs · Países Bajos        | Roberto Dotti · Italia                | Ralf Stambula RFA                       |
| Tándem      | RFA Frank Weber Hans-Jürgen Greil | Francia Philippe Vernet Franck Dépine | Italia · Vincenzo Ceci · Gabriele Sella |

### Femenino
| Evento                 | Oro                              | Plata                 | Bronce                     |
| ---------------------- | -------------------------------- | --------------------- | -------------------------- |
| Velocidad individual   | Connie Paraskevin Estados Unidos | Erika Salumäe URSS    | Zhou Suying China          |
| Persecución individual | Rebecca Twigg Estados Unidos     | Jeannie Longo Francia | Rossella Galbiati · Italia |

## Medallero
| Núm. | País           | Oro | Plata | Bronce | Total |
| ---- | -------------- | --- | ----- | ------ | ----- |
| 1    | Suiza          | 2   | 1     | 1      | 4     |
| 2    | RFA            | 2   | 0     | 2      | 4     |
| 3    | Estados Unidos | 2   | 0     | 0      | 2     |
| 4    | Dinamarca      | 1   | 0     | 0      | 1     |
| 4    | Japón          | 1   | 0     | 0      | 1     |
| 4    | Países Bajos   | 1   | 0     | 0      | 1     |
| 7    | Italia         | 0   | 3     | 2      | 5     |
| 8    | Francia        | 0   | 2     | 1      | 3     |
| 9    | Australia      | 0   | 1     | 0      | 1     |
| 9    | Reino Unido    | 0   | 1     | 0      | 1     |
| 9    | URSS           | 0   | 1     | 0      | 1     |
| 12   | Bélgica        | 0   | 0     | 2      | 2     |
| 13   | China          | 0   | 0     | 1      | 1     |
|      | TOTAL          | 9   | 9     | 9      | 27    |